# Ладово (Псковская область)
Ладово — деревня в Порховском районе Псковской области России. Входит в состав сельского поселения «Верхнемостская волость».
Расположена на юге волости, на левом берегу реки Черёха, в 70 км к юго-западу от города Порхова и в 5 км к югу от волостного центра Верхний Мост.
Численность населения деревни на конец 2000 года составляла 15 человек.